# Chiesa di Santa Maria dell'Itria (Palermo)

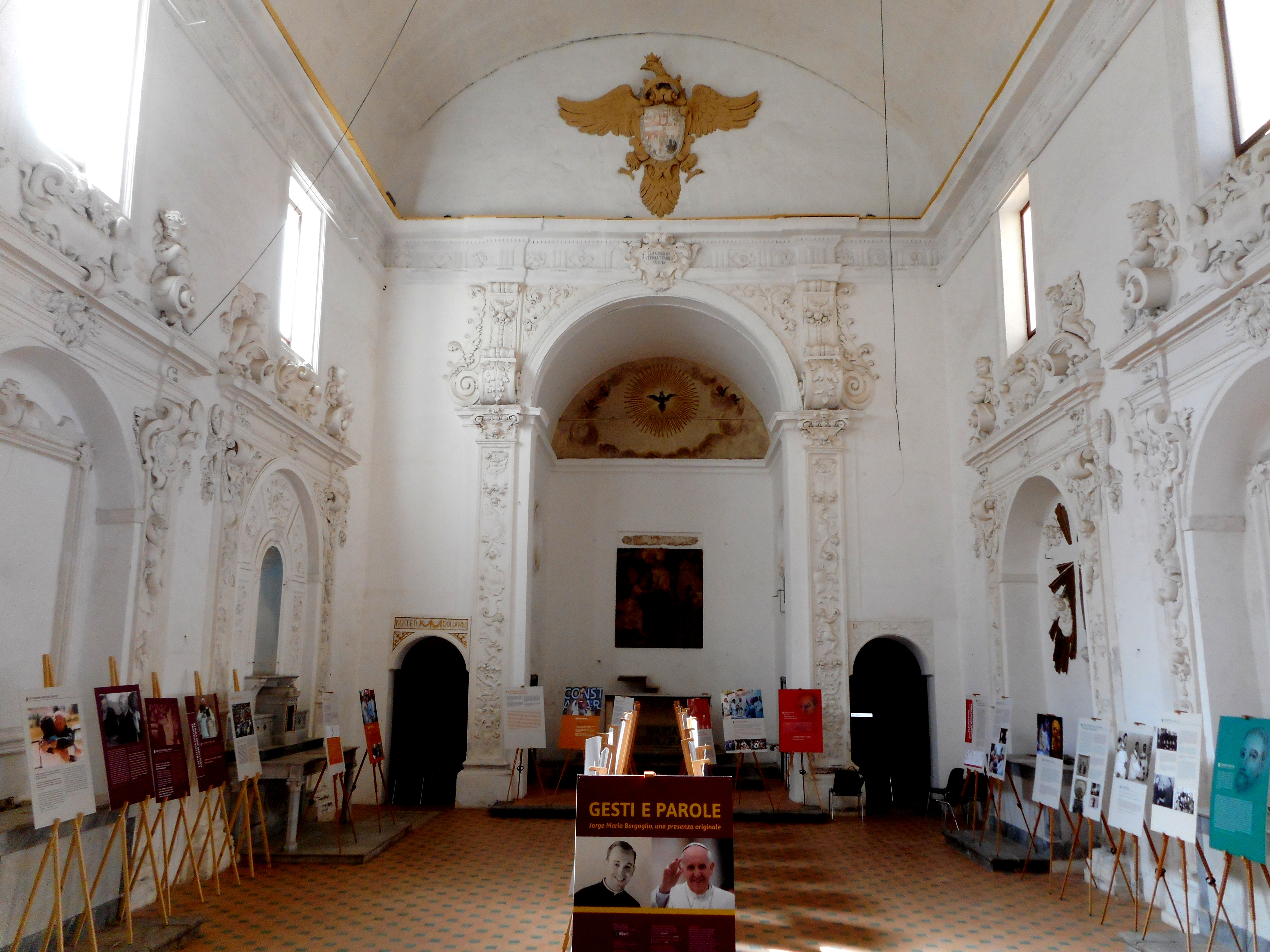
Interno.

La chiesa di Santa Maria dell'Itria comunemente detta La Pinta è un edificio di culto ubicato nel centro storico di Palermo presso i Bastioni meridionali di Palazzo Reale nel mandamento di Palazzo Reale o Albergaria, ad angolo tra Via dei Benedettini e Piazzetta della Pinta.

## Storia

### Primitiva chiesa
- VI secolo, Fondata dal generale bizantino Belisario nota come Santa Maria dell'Annunciata della Pinta. Luogo di culto di epoca bizantina, ubicato nel piano del Palazzo, di cui recentemente, nel corso dei lavori di rifacimento di Piazza Indipendenza, sarebbero stati trovati dei resti.[1]
- 1187, Prime notizie documentate.
- XIII secolo, Federico II di Svevia aggregò il monastero della Pinta al monastero benedettino del Santissimo Salvatore.[2]
- 1390, Riedificazione.[3]
- 1583, Nota per il ciclo pitture decorative (che le valgono l'appellativo di La Pinta) e per la sacra rappresentazione La creazione del mondo o l'Incarnazione del Verbo, scritta dal monaco Teofilo Folengo, chiamato anche L'Atto della Pinta, titolo attribuito per la caratteristica della chiesa cara all'autore, priore di alcuni monasteri palermitani.[4][5]
- 1620 23 maggio, Il Viceré di Sicilia Francìsco Ruiz de Castro Andrade y Portugal, conte di Castro, VIII conte di Lemos e duca di Taurisano ne decreta la demolizione nel quadro di crescenti sviluppi urbanistici.[3]
- 1648, Per ordine del cardinale Teodoro Trivulzio Viceré di Sicilia e Presidente del Regno,[6] questa antica chiesa, insieme alla chiesa di Santa Barbara la Soprana e chiesa di San Giovanni la Calca, furono abbattute per fare posto a due grossi bastioni posti a difesa del Palazzo Reale. Da allora l'Arciconfraternita della Pinta, che aveva dimora in quel luogo, si spostò nella nuova chiesa di Santa Maria dell'Itria, che fu così denominata della Pinta, trasferendo il titolo, dedicazione, soprannome anche alla piazza che la ospita.[3][7]

### Attuale chiesa
- 1670, L'edificio di culto assunse il nome della preesistente chiesa per far posto alla «Porta di Castro» da cui prese il nome l'omonimo Vicolo che si apre di fronte al prospetto sinistro dell'attuale chiesa. Il luogo di culto occupa parzialmente l'area del cortile ove sorge l'Oratorio di San Mercurio.
- 2006, Avviati i lavori di restauro, successivamente interrotti. Recentemente il monumento è stato posto sotto sequestro preventivo e sono stati apposti i sigilli. Vibrazioni imputabili a lavori di urbanizzazione e eventi sismici nel tempo, hanno reso inagibile l'edificio seicentesco.
- 2014, Ripartenza e conclusione dei lavori.

## Facciata
Il portale è caratterizzato da lesene scanalate sormontate da artistici capitelli e architrave arricchito con volti di due putti. La decorazione è completata da un timpano arcuato e spezzato con lunetta intermedia. L'ingresso è sormontato da un finestrone centrale con decorazioni e timpano triangolare.

## Interno
L'interno, a navata unica con brevi altari laterali, è impreziosito dagli stucchi di Giuseppe Serpotta fratello del più famoso Giacomo, dal pavimento d'epoca e da affreschi decorativi, molti dei quali opere di Pietro Novelli.
Sul retroprospetto della Chiesa si apre un piccolo cortile che conduce all'Oratorio di San Mercurio, esempio del genio decorativo Serpottiano.
- Altare maggiore: quadro su tavola della Santissima Annunziata ricalcante lo stile di Polidoro da Caravaggio.[9]
- Navata destra:[10]
  - Cappella di Sant'Anna: Altare di Sant'Anna. Quadro di Sant'Anna del 1641.[9]
  - Cappella di Santa Barbara: Altare di Santa Barbara. Statua di Santa Barbara.[11]
- Navata sinistra:
  - Cappella del Santissimo Crocifisso: Altare del Santissimo Crocifisso. Affresco del Santissimo Crocifisso.[9]
  - Cappella della Madonna della Grazia: Altare della Madonna della Grazia. Nell'edicola è collocato il quadro raffigurante la Madonna della Grazia o della «Candellara» ritratta con Santa Lucia a destra, e Sant'Agata a sinistra, affine allo stile del Perugino.[9] Il dipinto è attribuito a Benedetto Da Pesaro, confrate del sodalizio attestato nel tempio.[6]

## Arciconfraternita della Pinta
- Arciconfraternita della Pinta.

## Confraternita del Santissimo Crocifisso alla Pinta
- 1894, Confraternita del Santissimo Crocifisso alla Pinta. Fondazione del sodalizio.

## Monastero della Pinta
- Monastero della Pinta.

## Chiesa di Santa Barbara la Soprana
- 1547, Prime documentazioni scritte sul luogo di culto di rito latino.[7]
- ? - 1648. Demolizione.[7]
- 1666, Costruzione della nuova chiesa di Santa Barbara nei pressi di Via Alloro e chiesa della Gancia.[12]

### Confraternita di Santa Barbara degli Stagnatari
- ?, Confraternita di Santa Barbara degli Stagnatari.[13]

## Chiesa di Santa Barbara la Sottana
- chiesa di Santa Barbara la Sottana luogo di culto di rito greco.
- 1582 16 maggio, L'area della chiesa di Santa Barbara la Sottana, detta anche di San Teodoro, con annesse fabbriche e giardino, ubicata dietro il costruendo palazzo arcivescovile fu scelta per istituire il nuovo Seminario. L'istituzione ebbe per cappella proprio la chiesetta di Santa Barbara.

## Chiesa di San Giovanni la Calca
- ? - 1648. Demolizione.[7]

### Confraternita di San Giovanni Battista della Calca
- ?, Confraternita di San Giovanni Battista della Calca.